# Un jour, un enfant
Az Un jour, un enfant (magyarul: Egy nap, egy gyermek) című dal volt az 1969-es Eurovíziós Dalfesztivál négy győztes dalának egyike, melyet a francia Frida Boccara adott elő francia nyelven. 
A dalt nemzeti döntő nélkül választották ki, Boccarát a francia tévé kérte fel a feladatra. A dal egy ballada, melyben az énekesnő egy gyermek szemszögéből mutatja be a világ csodáit.
A március 29-én rendezett döntőben a fellépési sorrendben tizennegyedikként adták elő, a német Siw Malmkvist Primaballerina című dala után, és a portugál Simone de Oliveira Desfolhada Portuguesa című dala előtt. A szavazás során tizennyolc pontot szerzett, mely három másik dallal holtversenyben az első helyet érte a tizenhat fős mezőnyben. Ez volt Franciaország negyedik győzelme.
A másik három győztes a spanyol Salomé Vivo cantando című dala, a brit Lulu Boom Bang-a-Bang című dala és a holland Lenny Kuhr De troubadour című dala volt.
A következő francia induló Guy Bonnet Marie-Blanche című dala volt az 1970-es Eurovíziós Dalfesztiválon. 
A következő győztes az ír Dana All Kinds of Everything című dala volt.

## Kapott pontok
| YUG                                          | LUX | ESP | MON | IRE | ITA | GBR | NED | SWE | BEL | SUI | NOR | GER | FRA | POR | FIN |   |
| Kapott pontok                                | 0   | 1   | 0   | 2   | 4   | 0   | 4   | 2   | 1   | 0   | 1   | 0   | 1   |     | 2   | 0 |
| A tábla a fellépés sorrendjében van rendezve |     |     |     |     |     |     |     |     |     |     |     |     |     |     |     |   |

## Slágerlistás helyezések
| Slágerlisták (1969) | Lh.* |
| ------------------- | ---- |
| Belgium (Vallónia)  | 24   |

*Lh. = Legjobb helyezés.

## Külső hivatkozások
- Dalszöveg
- YouTube videó: Az Un Jour, Un Enfant című dal előadása a madridi döntőn